# Cardueae
Cardueae ist eine Tribus innerhalb der Pflanzenfamilie der Korbblütler (Asteraceae). Da in dieser Tribus die meisten als Disteln wahrgenommenen und bezeichneten Taxa enthalten sind, könnte man der Tribus auch den Trivialnamen „Disteln“ geben, wie das mit „thistles“ auch im englischen Sprachraum der Fall ist.

## Beschreibung

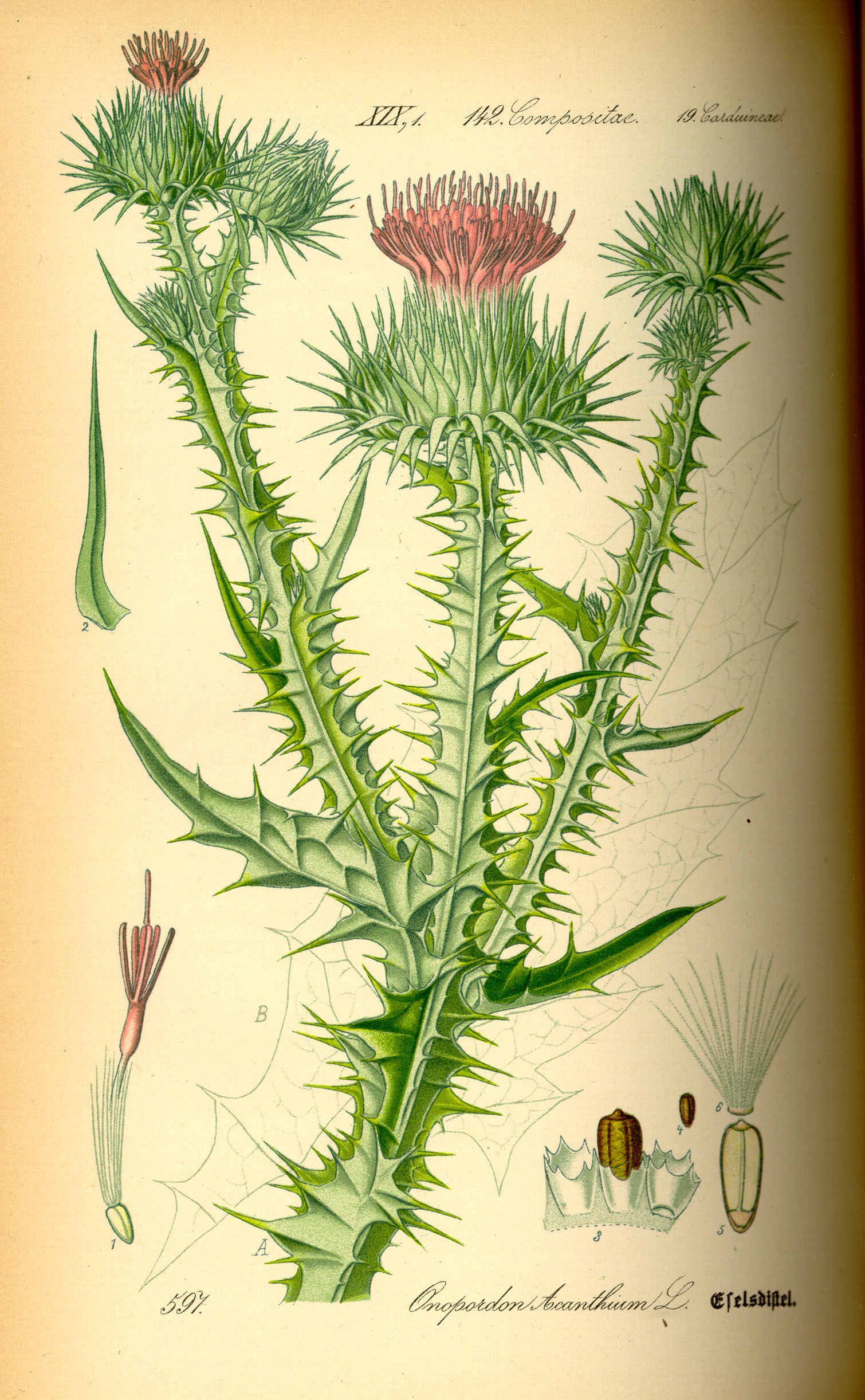
Subtribus Onopordinae: Illustration der Eselsdistel (Onopordum acanthium)

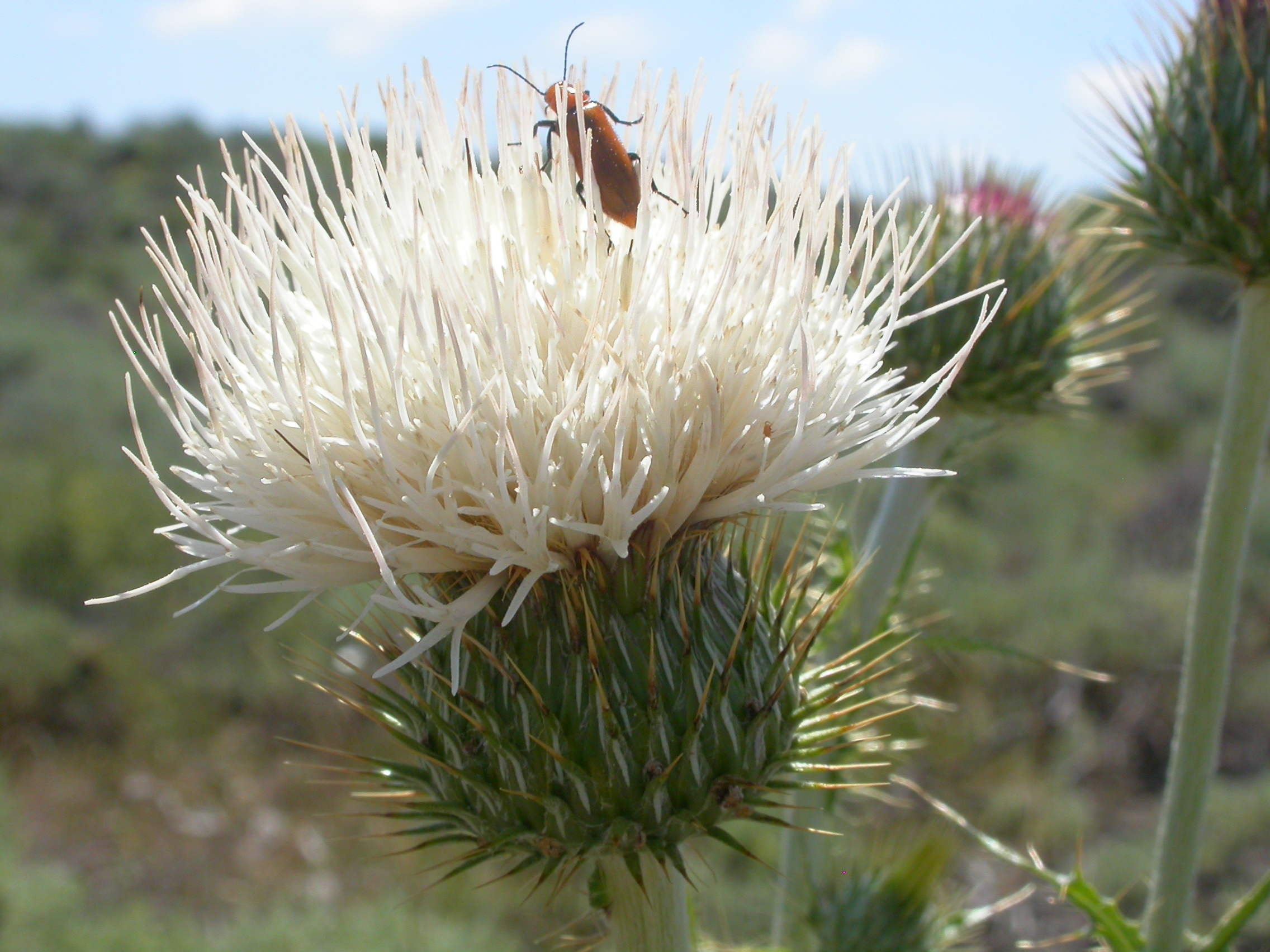
Subtribus Carduinae: Blütenkorb von Cirsium canovirens mit vielen Hüllblättern und vielen Blüten

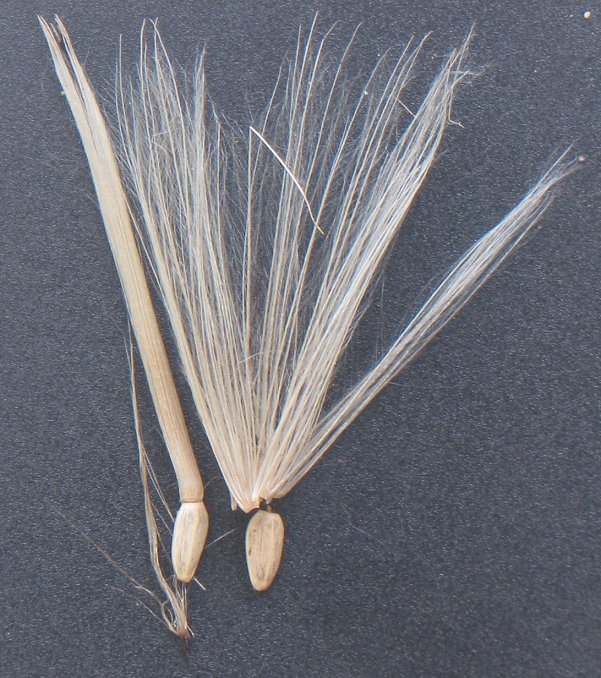
Subtribus Carduinae: Achänen der Gewöhnlichen Kratzdistel (Cirsium vulgare)

### Erscheinungsbild und Blätter
Die Arten der Tribus Cardueae sind krautige Pflanzen: einjährige oder ausdauernde, oder selten verholzende Pflanzen: Halbsträucher, Sträucher oder Bäume. Einige Arten der Cynareae enthalten Milchsaft, eine Eigenschaft, die man innerhalb der Asteraceae meist nur bei den Cichorioideae findet. Viele der Arten sind wenig bis sehr dornig („Disteln“).
Die meist wechselständig und in grundständigen Rosetten oder am Stängel verteilt angeordneten Laubblätter sind gestielt oder ungestielt. Die Blattspreite besitzen selten einen ganzrandigen, meist einen mehr oder weniger gezähnten bis dornig gezähnten oder gelappten Blattrand; bei einigen Arten ist sie geteilt.

### Blütenstände und Blüten
Die einzeln  in doldentraubigen bis traubigen Gesamtblütenständen zu mehreren zusammen stehenden körbchenförmigen Blütenstände sind oft relativ groß. Die meist ungleichen Hüllblätter stehen in selten ein bis zwei, meist drei bis über fünf Reihen, sie können frei bis mehr oder weniger verwachsen sein und sind meist krautig, seltener fleischig, manchmal enden sie dornig und ihr Rand kann glatt, gezähnt bis dornig gezähnt sein. Die Blütenkorbböden sind flach bis konvex. Es sind Spreublätter vorhanden oder sie fehlen.
In den Blütenkörbchen befinden sich nur Röhrenblüten, wobei die äußeren zygomorph und stark vergrößert sein können und deutlich fünflappig bis mehr oder weniger zweilippig enden, ansonsten sind sie radiärsymmetrisch. Die in Blütenköpfen zweiter Ordnung zusammenstehenden Blütenkörbe von Echinops enthalten jeweils nur eine Blüte. Am Rand befinden sich bei einigen Taxa ein bis über drei Reihen meist weiblicher Blüten. Ansonsten sind die Blüten meist zwittrig und fertil, selten funktional männlich. Die fünf Kronblätter sind röhrig verwachsen. Die Farben ihrer Kronblätter reichen von weißlich über gelb und von rosa- über purpurfarben bis blau. Die Staubfäden sind manchmal pappilös. Die Staubfäden bei Silybum sind verwachsen. Die Staubbeutel sind mehr oder weniger geschwänzt und besitzen Anhängsel. Fast alle Arten besitzen papillöse Griffel, sie sind oft gegen die Spitze vergrößert oder verdickt und in der Nähe der Gabelung meist erweitert oder mit einem Haarring. Die zwei Narbenäste können verwachsen sein.

### Früchte
Die meist dickwandigen und harten Achänen sind prismatisch, bleistiftförmig, vier- bis fünfkantig oder zusammengedrückt meist glatt, manchmal runzelig, mit 10 oder 20 Nerven. Oft ist auf der Spitze der Achäne neben dem Pappus ein Nabel oder Krönchen vorhanden. Meist besitzen sie einen früh abfallenden oder beständigen Pappus, der meist aus feinen bis groben bärtigen bis fedrigen Borsten besteht, manchmal aus Borsten und Schuppen oder nur aus Schuppen besteht.

## Systematik und Verbreitung
Die Mannigfaltigkeitszentren mit der größten Anzahl vorkommender Arten und Gattungen der Tribus Cardueae befinden sich im Mittelmeerraum und in Zentralasien. Relativ wenig Arten gibt es in der Neuen Welt (in Nordamerika kommen inklusive der Neophyten 17 Gattungen mit etwa 116 Arten vor) und Australien. Nur relativ wenige Arten sind auf der Südhalbkugel beheimatet. Einige Arten sind invasive Pflanzen in vielen Gebieten der Erde.

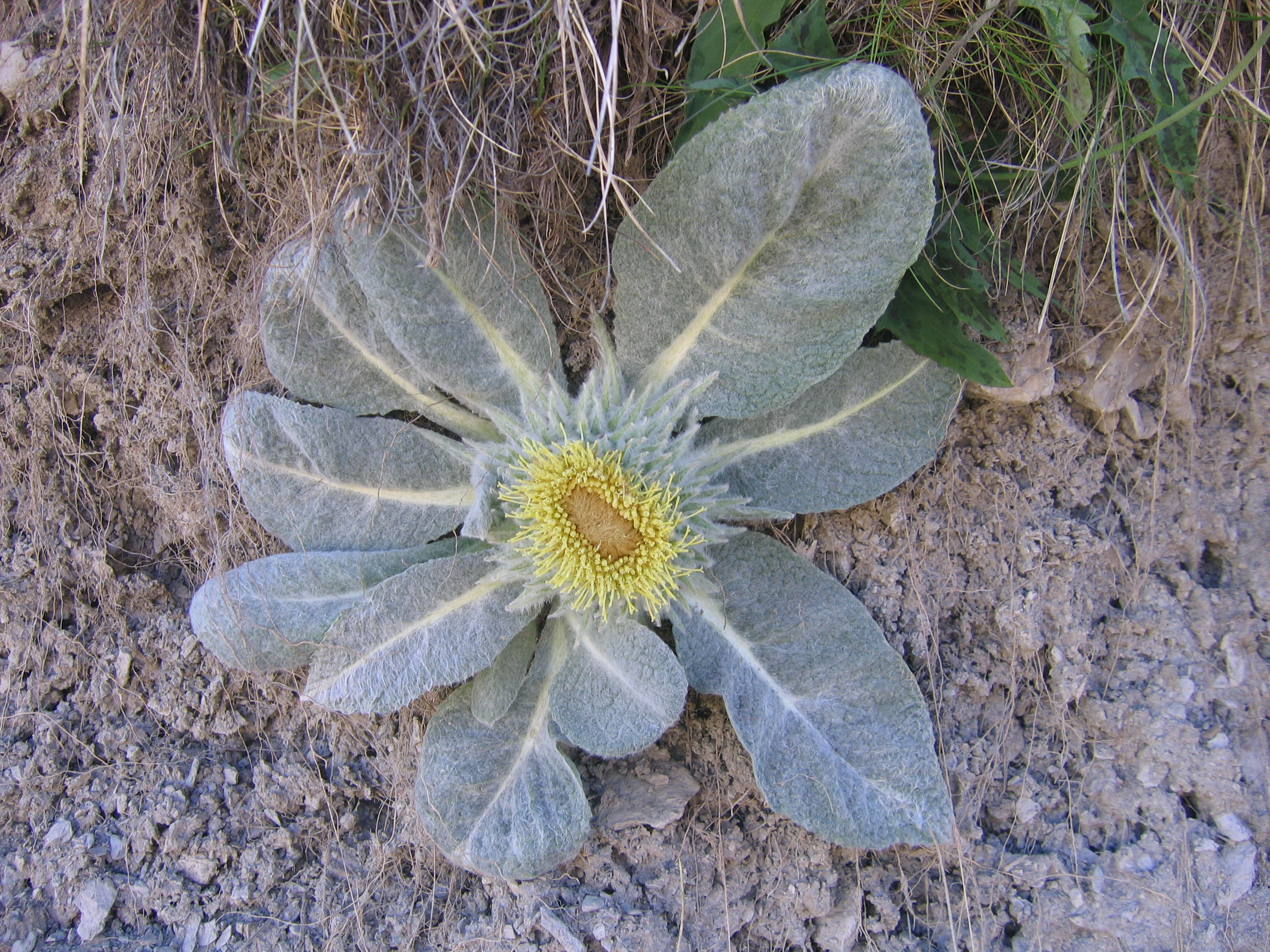
Subtribus Berardiinae: Berardie (Berardia subacaulis)

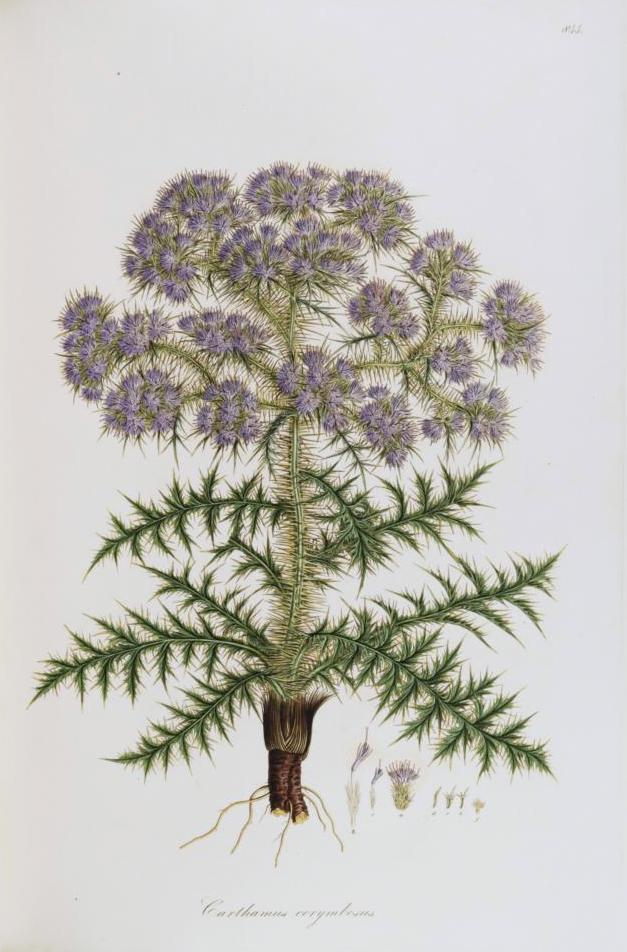
Subtribus Cardopatiinae: Illustration von Cardopatium corymbosum

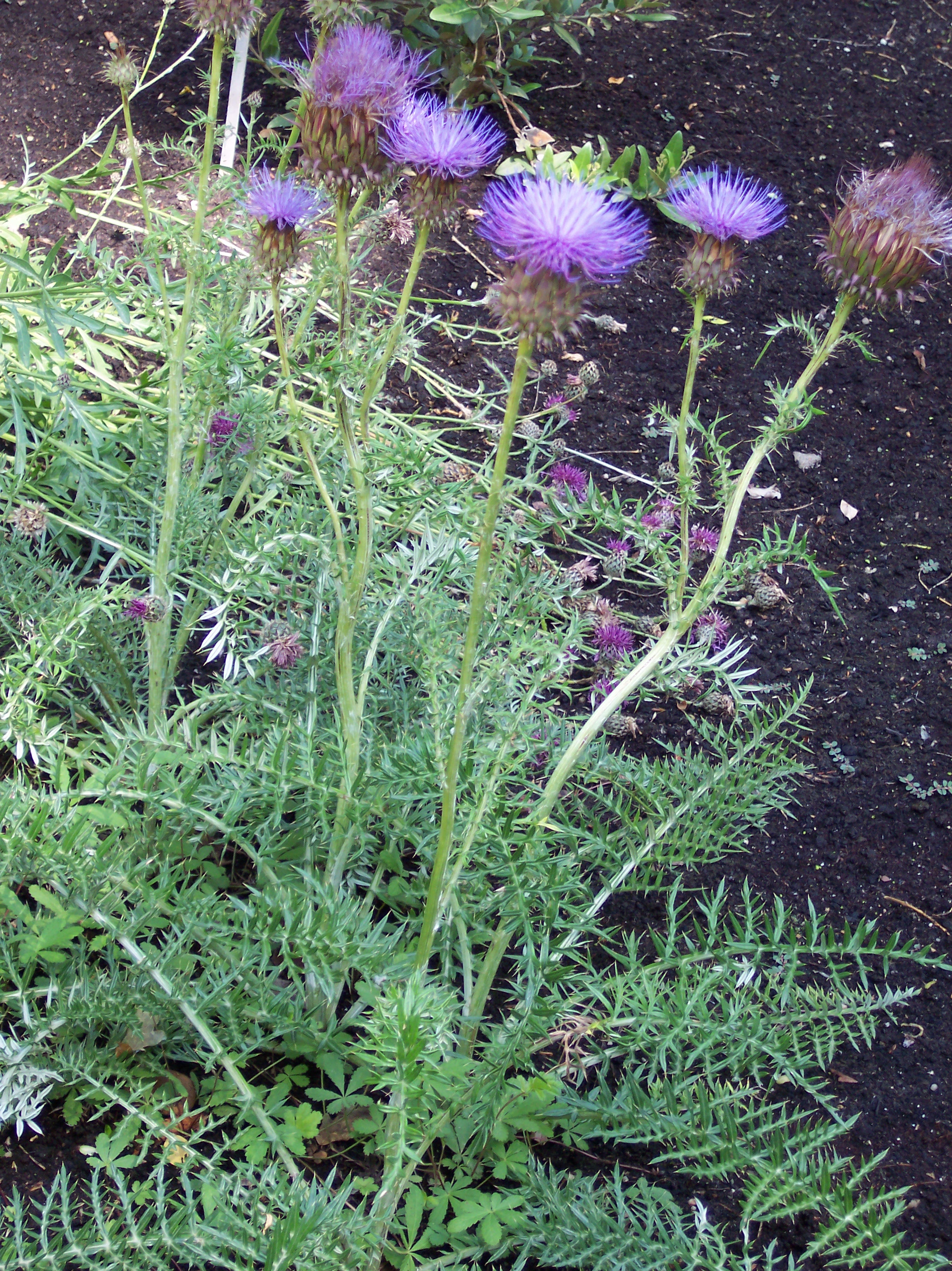
Subtribus Carduinae: Cynara humilis

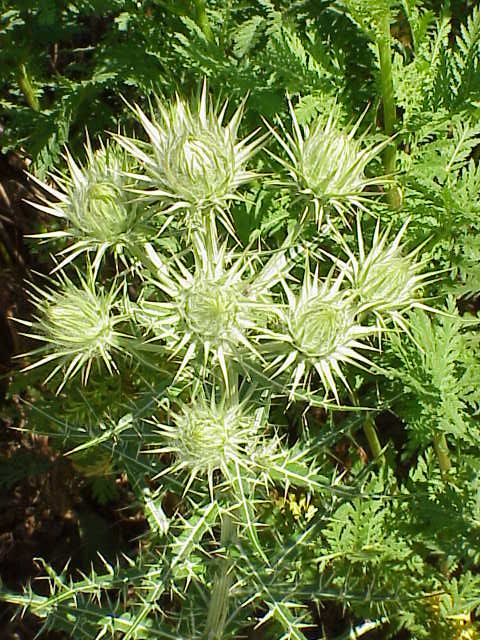
Subtribus Carduinae: Ptilostemon diacantha

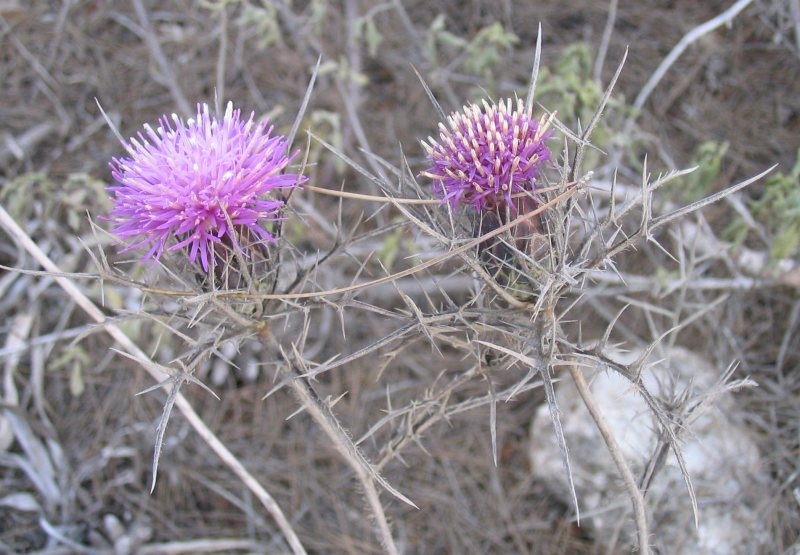
Subtribus Carlininae: Atractylis comosa

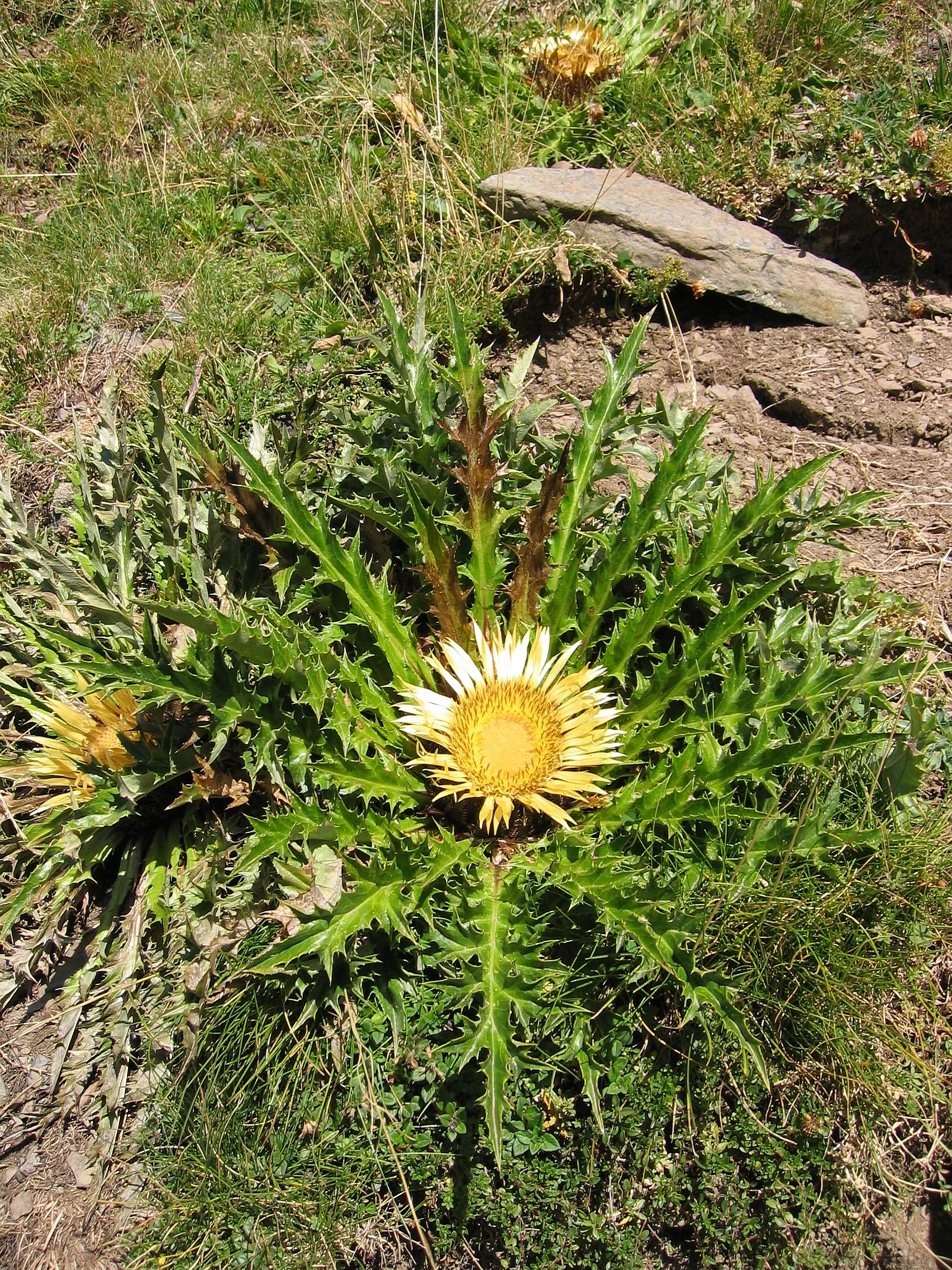
Subtribus Carlininae: Akanthusblättrige Eberwurz (Carlina acanthifolia)

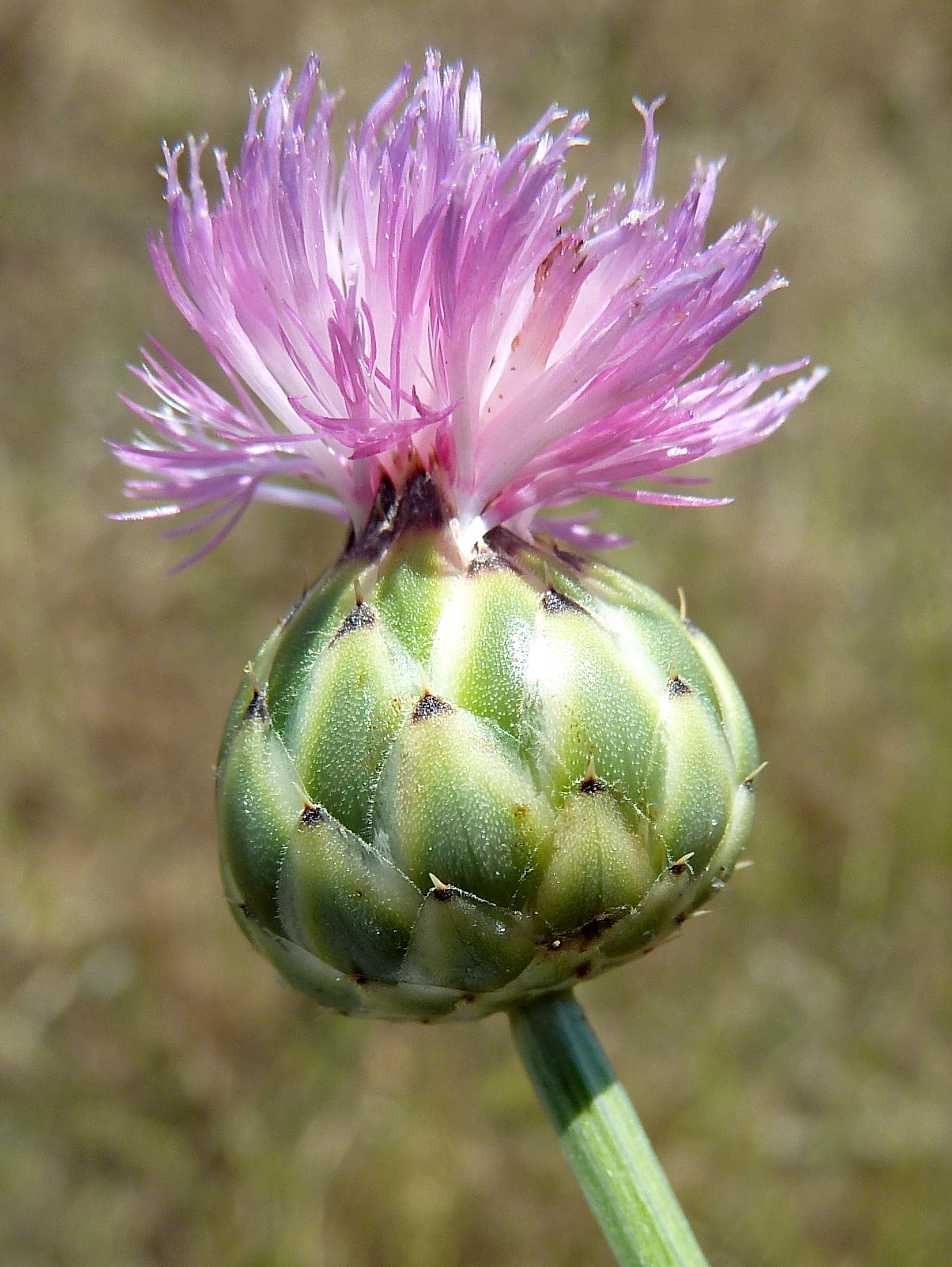
Subtribus Centaureinae: Mantisalca salmantica

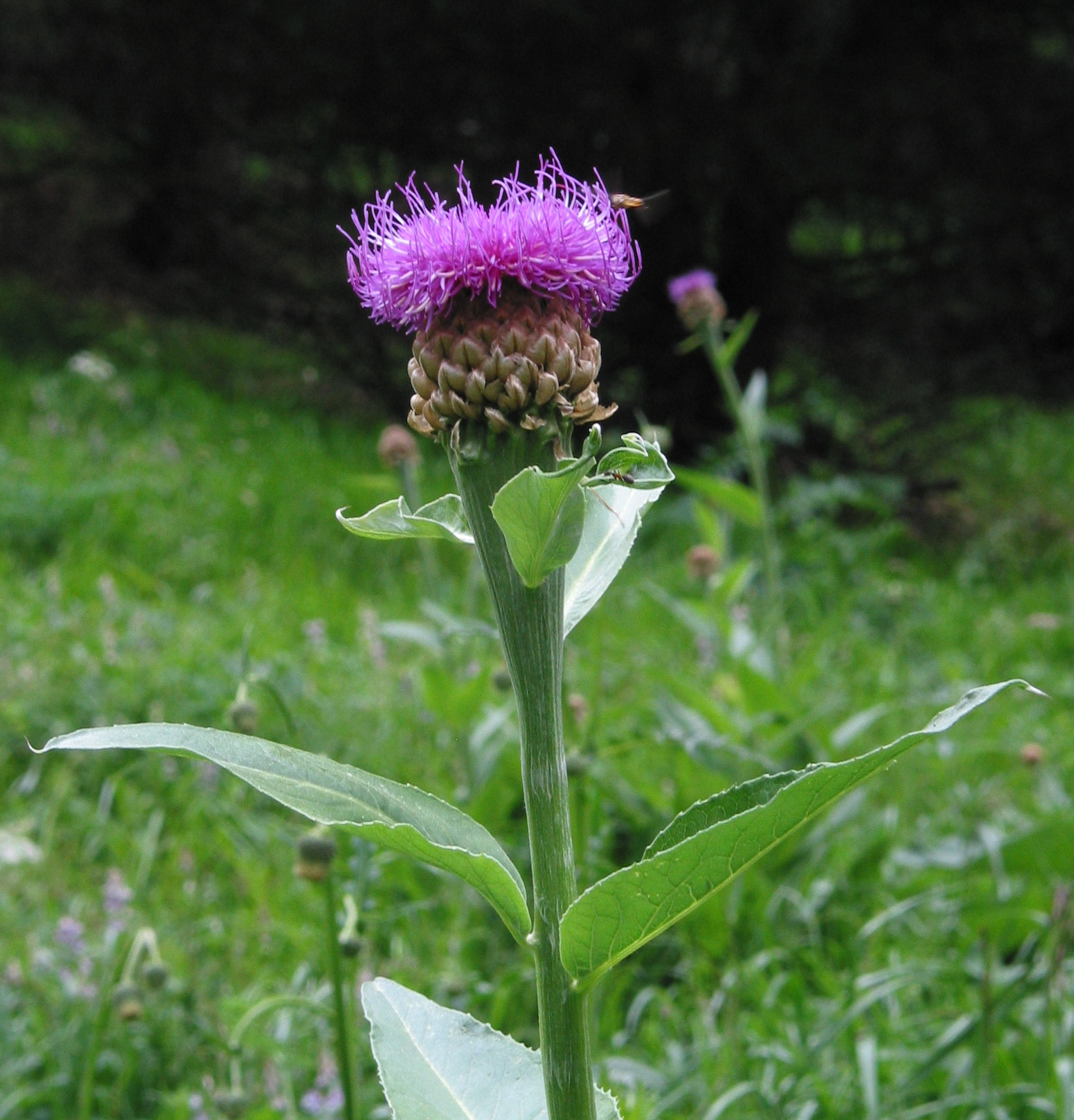
Subtribus Centaureinae: Alpen-Bergscharte (Rhaponticum scariosum)

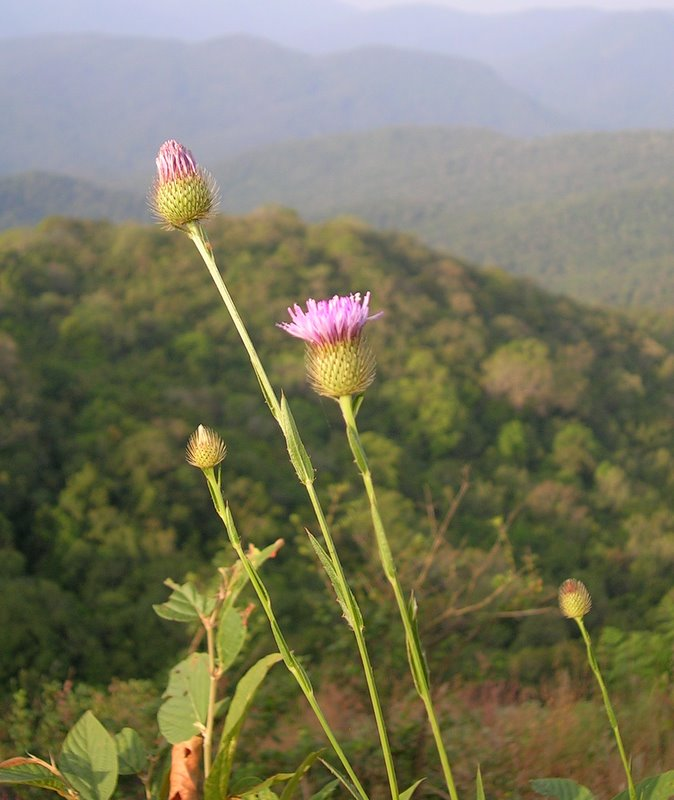
Subtribus Centaureinae: Tricholepis amplexicaulis

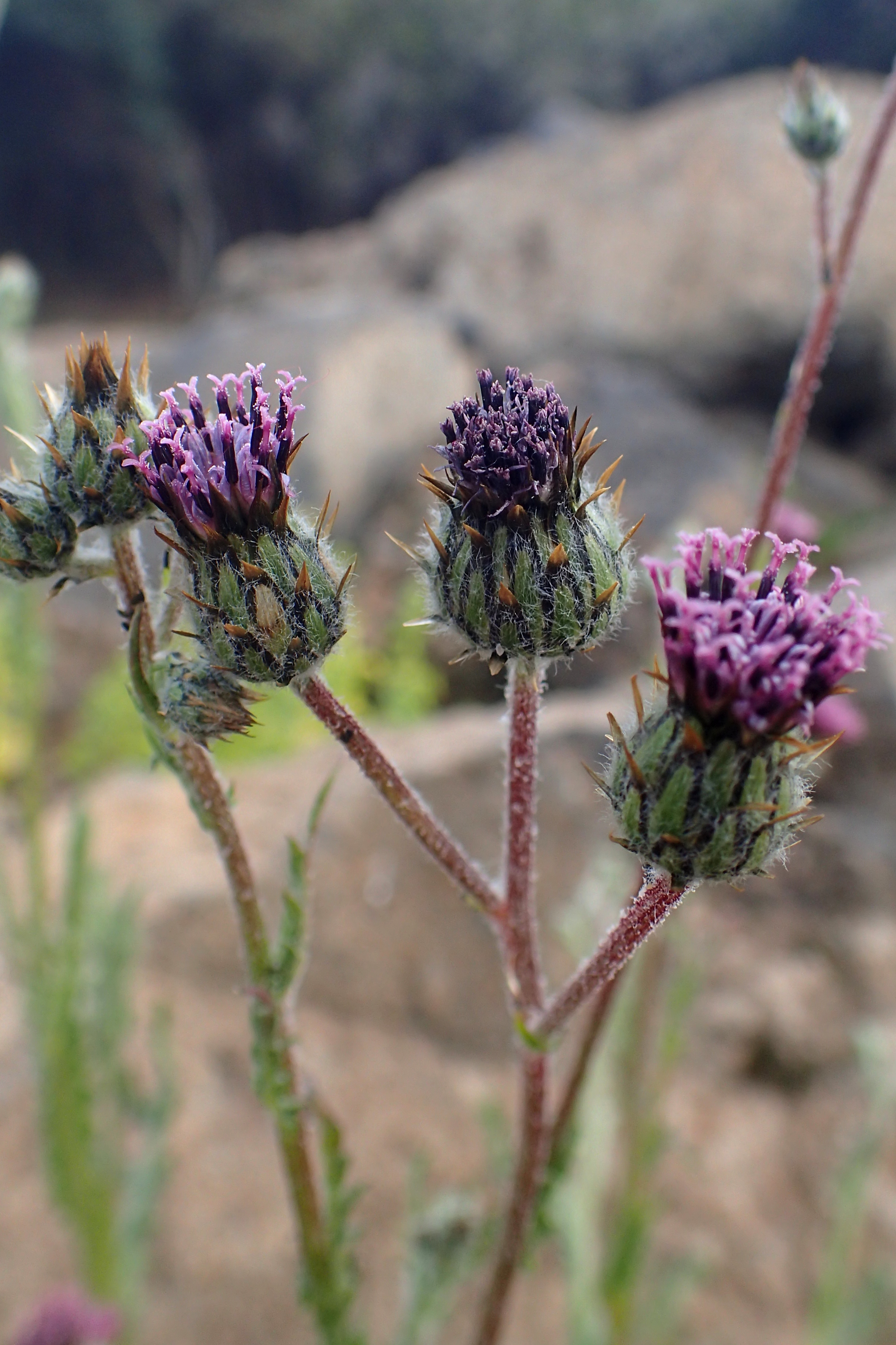
Subtribus Centaureinae: Volutaria tubuliflora

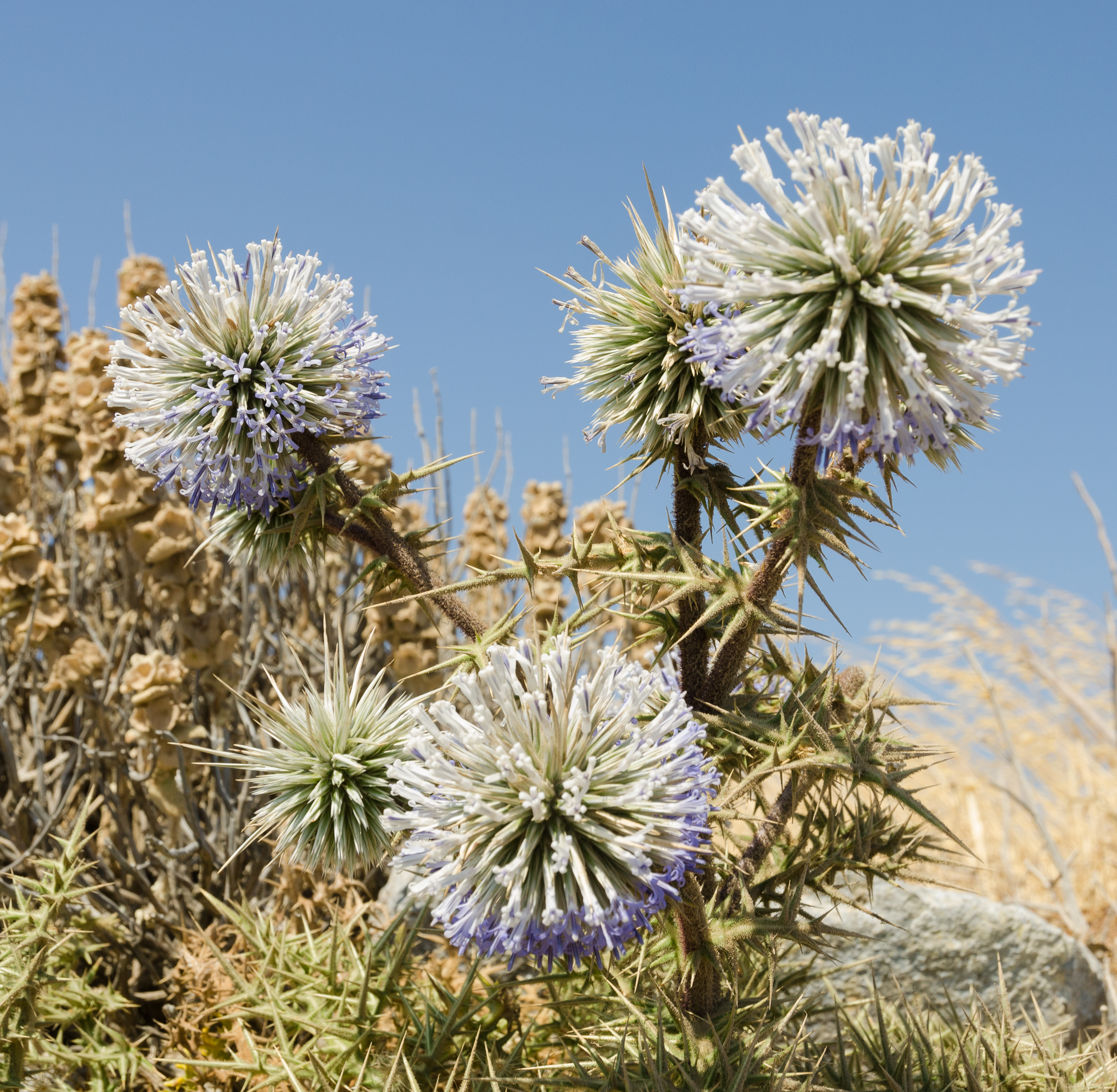
Subtribus Echinopsidinae: Gesamtblütenstand von Echinops spinosissimus

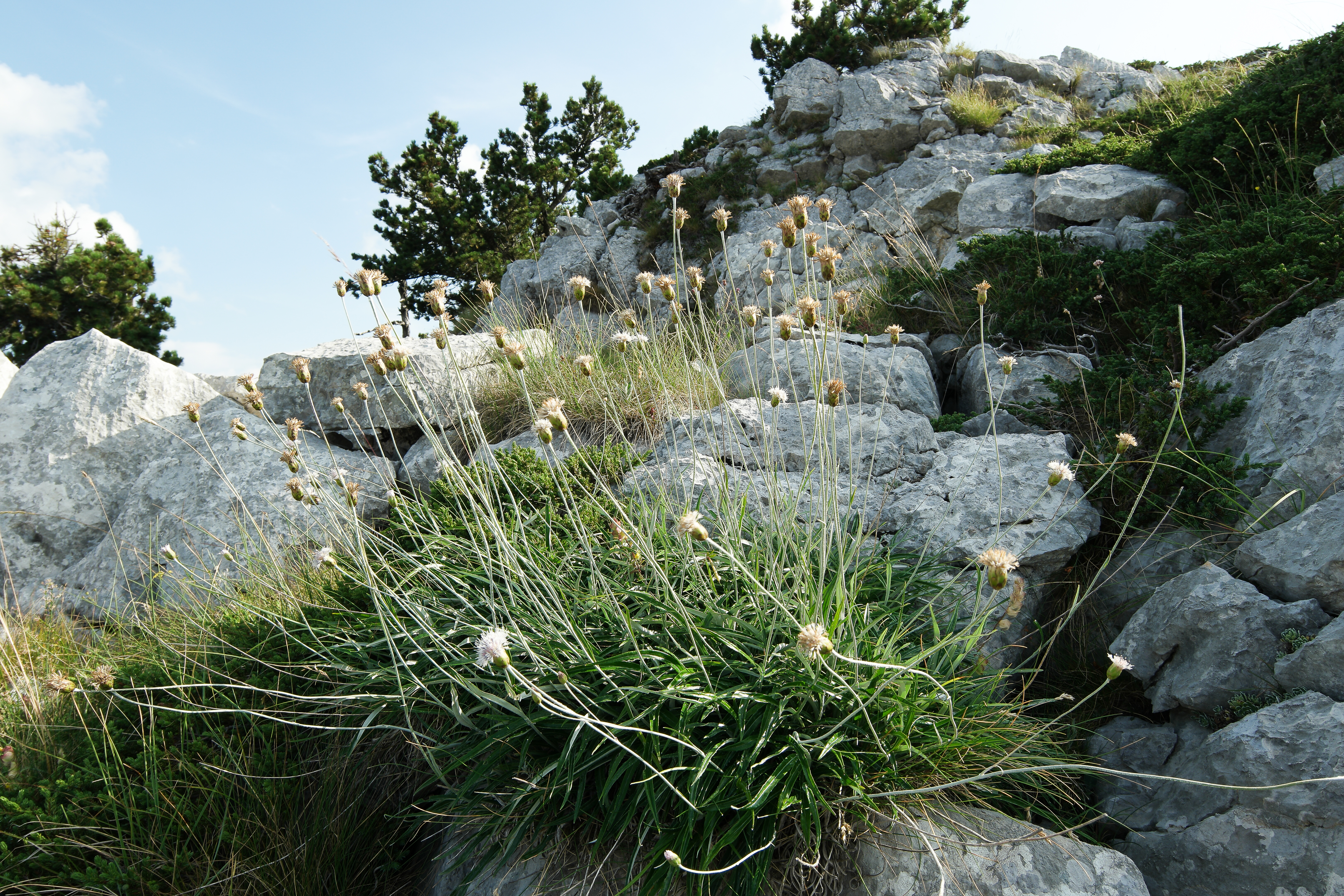
Subtribus Xerantheminae: Krugfrucht (Amphoricarpos neumayerianus) in Montenegro

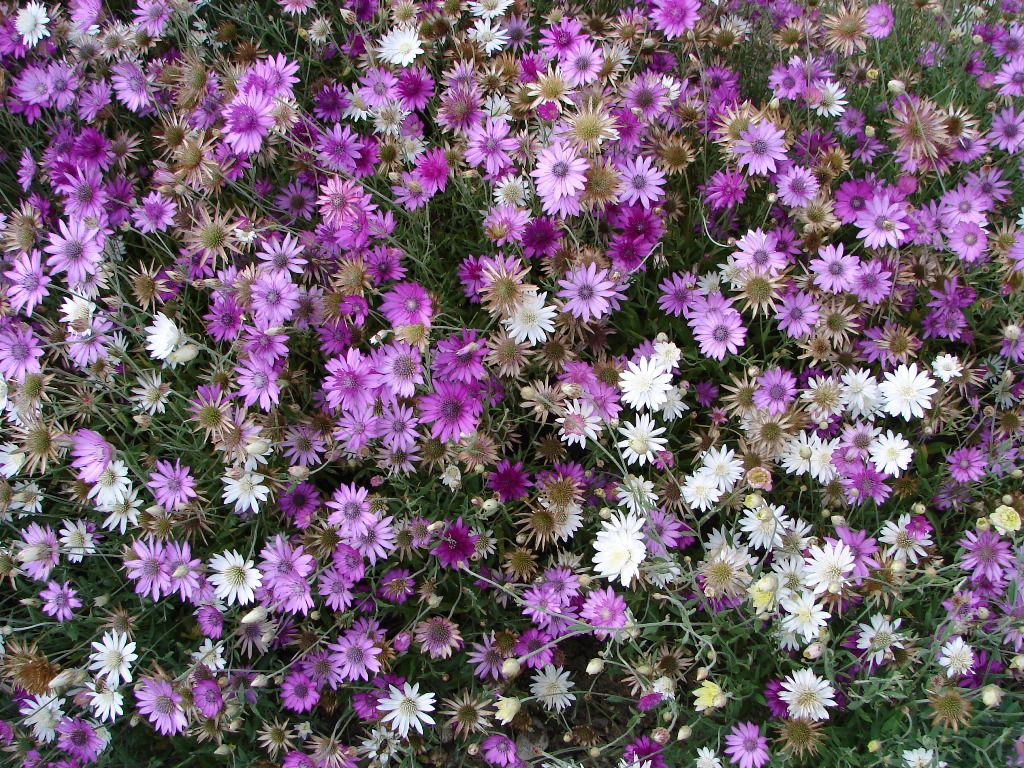
Subtribus Xerantheminae: Einjährige Papierblume (Xeranthemum annuum)

Die Erstveröffentlichung der Tribus Cardueae erfolgte 1819 unter dem Namen "Carduineae" durch Alexandre Henri Gabriel de Cassini in Journal of natural philosophy, chemistry and the arts, Volume 88, Seite 155–157. Typusgattung ist Carduus L. Ein Synonym für Cardueae Cass. ist Cynareae Lam. & DC. die 1806 durch Jean-Baptiste de Lamarck und Augustin-Pyrame de Candolle in Synopsis Plantarum in Flora Gallica Descriptarum, S. 267 veröffentlicht wurde.
Die Tribus Cardueae gehört zur Unterfamilie der Carduoideae innerhalb der Familie Asteraceae.
Die Systematik der Tribus Cardueae bzw. Cynareae wird bei unterschiedlichen Autoren sehr unterschiedlich dargestellt.
Die Tribus Cynareae wurde nach Susanna et al. 2006 in fünf Subtriben gegliedert mit je nach Quelle 68 bis 83 Gattungen und bis zu 2500 Arten. Die folgende Liste mit 73 Gattungen richtet sich hauptsächlich nach Susanna und García-Jacas in Kadereit und Jeffrey 2007: Es erfolgten Änderung hauptsächlich nach Herrando-Moraira et al. 2019 mit der Ausgliederungen vieler Gattungen aus der Subtribus Carduinae in neue Subtriben.
- Subtribus Arctiinae Garcia-Jacas & Susanna: Sie wurde 2019 aufgestellt und enthält nur zwei Gattungen:[10]
  - Kletten (Arctium L., Syn.: Anura (Juz.) Tschern., Arcion Bubani, Arcium Rupr., Bardana Hill, Hypacanthium Juz., Lappa Rupp., Lappa Tourn. ex Scop., Schmalhausenia C.Winkl.): Die etwa 27[9] Arten sind im gemäßigten Eurasien verbreitet.
  - Cousinia Cass. (Syn.: Auchera DC., Lipskyella Juz., Tiarocarpus Rech. f.): Die 600 bis 700 Arten sind in West- und Zentralasien verbreitet.

- Subtribus Berardiinae Garcia-Jacas & Susanna: Sie wurde 2019 aufgestellt und enthält nur eine Gattung:[10]
  - Berardia Vill. (Syn.: Arction Cass., Arctium Lam., Vilaria Guett.): Sie enthält nur eine Art:
    - Berardie (Berardia lanuginosa (Lam.) Fiori): Sie kommt in Italien und Frankreich vor.

- Subtribus Cardopatiinae Less.: Sie enthält nur zwei Gattungen:[9][1][10]
  - Cardopatium Juss. (Syn.: Brotera Willd., Broteroa Kuntze, Chamalium Juss.): Die nur zwei Arten sind im Mittelmeerraum verbreitet:[9]
    - Cardopatium amethystinum Spach: Sie kommt in Algerien und in Tunesien vor.[7]
    - Cardopatium corymbosum (L.) Pers.

  - Cousiniopsis Nevski: Sie enthält nur eine Art:
    - Cousiniopsis atractyloides (Winkler) Nevski: Sie ist in Zentralasien verbreitet.[9]

- Subtribus Carduinae O.Hoffmann: Sie hat 2007 etwa 29 Gattungen enthalten[9] und enthält seit 2019 nur noch etwa zehn Gattungen[10]:
  - Ringdisteln (Carduus L.): Die etwa 90 Arten sind in Eurasien und Afrika verbreitet.
  - Kratzdisteln (Cirsium Mill.): Die 200 bis 250 Arten sind in Eurasien, im nördlichen und östlichen Afrika und in Nordamerika verbreitet.
  - Artischocken (Cynara L.): Die acht bis neun Arten sind im Mittelmeerraum und in Makaronesien verbreitet.
  - Milchfleckdisteln (Galactites Moench): Die etwa drei[7] Arten sind im westlichen und zentralen Mittelmeerraum verbreitet, darunter:
    - Milchfleckdistel (Galactites tomentosus Moench)

  - Hypacanthium Juz.: Die drei Arten sind in Zentralasien verbreitet.
  - Lamyropsis (Kharadze) Dittrich: Die etwa sechs Arten sind auf Sardinien und von Griechenland über die Türkei bis in den Kaukasusraum verbreitet. Hierher gehört:
    - Lamyropsis cynaroides (Lam.) Dittrich

  - Notobasis Cass.: Sie enthält nur eine Art:
    - Syrische Kratzdistel[11] (Notobasis syriaca (L.) Cass.): Sie ist im gesamten Mittelmeerraum verbreitet.

  - Picnomon Adans.: Sie enthält nur eine Art:
    - Picnomon acarna (L.) Cass. (Syn.: Carduus acarna L., Cirsium acarna (L.) Moench, Cnicus acarna (L.) L.): Sie ist im Mittelmeerraum verbreitet.

  - Elfenbeindisteln (Ptilostemon Cass.): Die etwa 14 Arten sind im Mittelmeerraum verbreitet, beispielsweise:
    - Elfenbeindistel (Ptilostemon afer (Jacq.) Greuter)
    - Ptilostemon chamaepeuce (L.) Less.
    - Ptilostemon stellatus (L.) Greuter

  - Tyrimnus Cass.: Sie enthält nur eine Art:
    - Tyrimnus leucographus (L.) Cass. (Syn.: Carduus leucographus L.): Sie ist im Mittelmeerraum verbreitet.

- Subtribus Carlininae O.Hoffmann: Sie enthält fünf Gattungen:[9]
  - Atractylodes L.: Die etwa sieben Arten sind im östlichen Asien, davon fünf in China verbreitet.
  - Spindelkraut (Atractylis DC.): Die etwa 22 Arten sind im Mittelmeerraum und Makaronesien verbreitet, beispielsweise:
    - Gitter-Spindelkraut (Atractylis cancellata L.)

  - Eberwurzen (Carlina L.): Die etwa 28 Arten sind in Eurasien und Makaronesien verbreitet.
  - Thevenotia DC.: Die etwa zwei Arten sind in Zentralasien verbreitet.
  - Tugarinovia Iljin: Sie enthält nur eine Art:
    - Tugarinovia mongolia Iljin: Sie ist in China und in der Mongolei verbreitet.

- Subtribus Centaureinae O.Hoffmann: Sie enthält etwa 30 Gattungen:[12][1]
  - Amberboa Vaill.: Die sechs bis sieben Arten sind vom Mittelmeerraum bis Zentralasien verbreitet.
  - Callicephalus C.A.Mey.: Sie enthält nur eine Art:
    - Callicephalus nitens (Willd.) C.A.Mey.: Sie ist in Zentral- und Westasien verbreitet.[9]

  - Carduncellus Adans.: Die etwa 27 Arten sind im westlichen Mittelmeerraum verbreitet.[9]
  - Färberdisteln (Carthamus L.): Die etwa 20[9] Arten sind besonders im Mittelmeerraum mit einigen Arten im zentralen und südwestlichen Asien verbreitet.
  - Flockenblumen (Centaurea L., Syn.: Jacea Mill., Calcitrapa Heist. ex Fabr., Acosta Adans., Acrolophus Cass., Bielzia Schur, Cnicus L.):[1] Nach der Abtrennung der Gattungen Psephellus, Cyanus und anderen sind die noch verbleibenden etwa 250 Arten[9] in Eurasien verbreitet. Einschließlich beispielsweise:
    - Benediktenkraut (Centaurea benedicta (L.) L., Syn.: Cnicus benedictus L.)

  - Centaurodendron Johow: Die nur zwei Arten kommen nur auf den Juan-Fernández-Inseln vor.[9]
  - Centaurothamnus Wagenitz & Dittrich: Sie enthält nur eine Art:
    - Centaurothamnus maximus (Forssk.) Wagenitz & Dittrich: Sie kommt nur im Jemen vor.[9]

  - Cheirolophus Cass.: Die etwa 24[7] Arten sind im westlichen Mittelmeerraum und in Makaronesien verbreitet, darunter beispielsweise:
    - Cheirolophus crassifolius (Bertol.) Susanna

  - Crocodylium Hill (einschl. Aegialophila Boiss. & Heldr.): Die drei Arten sind im östlichen Mittelmeerraum verbreitet.[9]
  - Crupina (Pers.) DC.: Die etwa drei Arten sind vom Mittelmeerraum bis Zentralasien verbreitet[9], darunter beispielsweise:
    - Echter Schlupfsame (Crupina crupinastrum (Moris) Vis.)
    - Gewöhnlicher Schlupfsamen (Crupina vulgaris Cass.): Er kommt ursprünglich in Mittel-, Süd- und Südosteuropa, in Nordafrika, in Indien und in den gemäßigten Gebieten Asiens vor. Er ist in den Vereinigten Staaten ein Neophyt.[1]

  - Cyanus Mill.: Die 25 bis 30 Arten wurden bisher meist zu Centaurea gestellt. Darunter:
    - Berg-Flockenblume (Cyanus montanus (L.) Hill, Syn.: Centaurea montana L.)
    - Kornblume (Cyanus segetum Hill, Syn.: Centaurea cyanus L.)
    - Filz-Flockenblume (Cyanus triumfettii (All.) Á.Löve & D.Löve, Syn.: Centaurea triumfettii All.)

  - Goniocaulon Cass.: Sie enthält nur eine Art:
    - Goniocaulon glabrum Cass.: Sie ist in Indien, Pakistan und Ostafrika verbreitet.[9]

  - Femeniasia Susanna: Sie enthält nur eine Art:
    - Femeniasia balearica (J.J.Rodr.) Susanna: Es ist ein Endemit auf Menorca.

  - Karvandarina Rech. f.: Sie enthält nur eine Art:
    - Karvandarina aphylla Rech. f., Aellen & Esfand.: Sie im Iran und in Pakistan verbreitet.[9]

  - Klasea Cass. (einschl. Nikitinia Iljin)[9]: Die etwa 65[9] von Serratula abgespaltenen Arten sind in Eurasien und Nordafrika verbreitet. Darunter:
    - Klasea cretica (Turrill) Holub (Syn.: Serratula cichoracea subsp. cretica Turrill)

  - Mantisalca Cass.: Die etwa vier Arten sind im Mittelmeerraum verbreitet, beispielsweise:
    - Mantisalca salmantica (L.) Briq. & Cav.: Die natürliche Heimat ist das südliche Spanien und nordwestliche Afrika. Es ist in vielen Gebieten der Welt eine invasive Pflanze.[12]

  - Myopordon Boiss.: Die etwa fünf Arten sind in Westasien verbreitet.[9]
  - Ochrocephala Dittrich: Sie enthält nur eine Art:
    - Ochrocephala imatongensis (Philipson) Dittrich: Sie ist in Ost- und Zentralafrika und Indien verbreitet.[9]

  - Oligochaeta (DC.) K.Koch: Die etwa drei Arten sind in Zentralasien verbreitet.
  - Phonus Hill: Mit zwei Arten im südlichen Spanien und in Nordafrika verbreitet.[9]
  - Plagiobasis Schrenk: Sie enthält nur eine Art:
    - Plagiobasis centauroides Schrenke: Sie ist in Xinjiang, Kasachstan und Usbekistan verbreitet.

  - Plectocephalus D.Don (Syn.: Centaurea L. sect. Plectocephalus (D.Don) DC.): Die etwa fünf Arten sind in der Neuen Welt und in Ostafrika verbreitet.[9]
  - Psephellus Cass.: Die etwa 100 Arten sind von der Schwarzmeerregion ostwärts bis Westsibirien verbreitet.[9]
  - Rhaponticoides Vaill.: Die mindestens 22[7] Arten sind im Mittelmeerraum, in Osteuropa und Vorderasien verbreitet.
  - Bergscharten (Rhaponticum Vaill., Syn.: Acroptilon Cass., Leuzea DC., Stemmacantha Cass.): Die etwa 24 Arten sind in Europa[7], Afrika, Asien und Australien verbreitet.
  - Russowia C.Winkl.: Sie enthält nur eine Art:
    - Russowia sogdiana (Bunge) B.Fedtschenko: Sie gedeiht in trockenen (ariden) Gebieten in Xinjiang und Kasachstan.

  - Scharten (Serratula L.): Die nur noch zwei Arten sind in Eurasien verbreitet.
  - Schischkinia Iljin: Sie enthält nur eine Art:
    - Schischkinia albispina (Bunge) Iljin: Sie ist in Zentralasien verbreitet.[9]

  - Stizolophus Cass.: Die etwa drei[7] Arten sind in Vorderasien verbreitet.[9]
  - Tricholepis DC.: Die etwa 20 Arten sind von Afghanistan bis Myanmar verbreitet.[9]
  - Volutaria Cass. (Syn.: Cyanopsis Cass.): Die 14 bis 16 Arten sind hauptsächlich in Nordafrika, im Nahen Osten, auf der Iberischen Halbinsel, in Makaronesien und im südwestlichen Asien verbreitet; einzelne Arten kommen auch in Ostafrika, Äthiopien, Somalia und im Jemen vor.
  - Zoegea L.: Die etwa drei Arten sind vom östlichen Mittelmeerraum bis Zentralasien verbreitet.[9]

- Subtribus Dipterocominae Garcia-Jacas & Susanna: Sie wurde 2019 aufgestellt und enthält nur eine Gattung:[10]
  - Dipterocome Fisch. & Mey.: Sie enthält nur eine Art:
    - Dipterocome pusilla Fisch. & Mey.: Sie ist von Jordanien[7] bis Afghanistan verbreitet.[9]

- Subtribus Echinopsidinae Dumort.: Sie enthält nur noch eine Gattung:[10]
  - Kugeldisteln (Echinops L., Syn.: Acantholepis Less., Echinanthus Neck., Echinopsus St.-Lag., Echinopus Mill., Echinopus Tourn. ex Adans., Psectra (Endl.) Tomšovic): Die etwa 120 Arten sind in Eurasien und Afrika verbreitet.[9]

- Subtribus Onopordinae Garcia-Jacas & Susanna: Sie wurde 2019 aufgestellt und etwa acht Gattungen:[10]
  - Alfredia Cass.: Die etwa fünf[5] Arten sind in Zentralasien verbreitet.
  - Ancathia DC.: Sie enthält nur eine Art:[9]
    - Ancathia igniaria (Spreng.) DC.: Sie ist im Kaukasusraum verbreitet.

  - Lamyropappus Knorring & Tamamsch.: Sie enthält nur eine Art:
    - Lamyropappus shacaptaricus (B.Fedtsch.) Knorring & Tamamsch.: Sie kommt in Zentralasien vor.

  - Olgaea Iljin (Syn.: Takeikadzuchia Kitag. & Kitam.): Die etwa zwölf Arten sind in Zentralasien verbreitet, davon kommen sechs[5] in China vor.
  - Eselsdisteln (Onopordum L.): Die etwa 60 Arten sind in Eurasien und Nordafrika verbreitet.
  - Synurus Iljin: Sie enthält nur eine Art[5] oder etwa acht Arten:
    - Synurus deltoides (Aiton) Nakai: Sie ist in der Volksrepublik China, Japan, Korea, Russland und in der Mongolei verbreitet.

  - Syreitschikovia Pavlov: Die nur zwei Arten sind in Zentralasien verbreitet.
  - Xanthopappus C.Winkl.: Sie enthält nur eine Art:
    - Xanthopappus subacaulis C.Winkl.: Sie kommt in den chinesischen Provinzen Sichuan, Yunnan, Gansu sowie  Qinghai vor.

- Subtribus Saussureinae Garcia-Jacas & Susanna: Sie wurde 2019 aufgestellt und enthält drei bis vier Gattungen:[10][13]
  - Dolomiaea DC.: Die seit 2020 etwa 15 Arten sind in den Hochgebirgen von Pakistan über Nepal, nördlichen Indien und Tibet bis Yunnan und das nördliche Myanmar verbreitet.[5][14] Sie gedeihen nur auf der alpinen Höhenstufe in Höhenlagen von 2800 bis 4800 Metern des Qinghai-Tibet-Plateau und angrenzenden Gebieten.[13] Darunter:
    - Indische Kostuswurzel (Dolomiaea costus (Falc.) Kasana & A.K.Pandey, Syn.: Saussurea costus (Falc.) Lipsch.)

  - Silberscharten (Jurinea Cass.):[13] Die etwa 250 Arten sind in Eurasien und Nordafrika verbreitet, beispielsweise:
    - Sand-Silberscharte (Jurinea cyanoides (L.) Rchb.)
    - Weiche Silberscharte (Jurinea mollis (L.) Rchb.)

  - Polytaxis Bunge: Die etwa zwei Arten sind in Zentralasien verbreitet.
  - Alpenscharten (Saussurea DC.):[15][13] Die etwa 300 bis 400 Arten sind in Eurasien und Nordamerika verbreitet. In China kommen 289 Arten vor, davon 191 nur dort.[5]

- Subtribus Staehelininae Garcia-Jacas & Susanna: Sie wurde 2019 aufgestellt und enthält nur eine Gattung:[10]
  - Staehelina L. (Syn.: Aplina Raf., Barbellina Cass., Hirtellina (Cass.) Cass.)  Die etwa sechs Arten sind im Mittelmeerraum verbreitet, darunter:
    - Zweifelhafte Strauchscharte (Staehelina dubia L.)
    - Staehelina fruticosa (L.) L.
    - Staehelina petiolata (L.) Hilliard & B.L.Burtt

- Subtribus Xerantheminae Cass. ex Dumort.: Sie enthält seit 2019 etwa sechs Gattungen:[10]
  - Amphoricarpos Vis.: Die drei Arten sind von Südosteuropa bis zum Kaukasusraum verbreitet.[16] Darunter:
    - Neumayer-Krugfrucht (Amphoricarpos neumayerianus (Vis.) Greuter)

  - Chardinia Desf.: Die mindestens zwei Arten sind von Kleinasien bis Zentralasien verbreitet.
  - Shangwua Yu J.Wang, Raab-Straube, Susanna & J.Quan Liu: Sie wurde 2013 aufgestellt und enthält etwa drei Arten.
  - Siebera J.Gay: Die zwei Arten sind von Vorder- bis Zentralasien verbreitet.
  - Mariendisteln (Silybum Adans.): Die nur zwei Arten sind im Mittelmeerraum verbreitet.
  - Spreublumen (Xeranthemum L.): Die fünf bis sechs Arten sind im Mittelmeerraum von Nordafrika bis Zentralasien verbreitet und kommen in Mitteleuropa nur als Neophyten vor.

- Incertae sedis (distelähnliche, wenig bekannte Gattung mit unsicherer Zuordnung zu den Cardueae):
  - Cavea W.W.Sm. & Small: Sie enthält nur eine Art:
    - Cavea tanguensis (J.R.Drumm.) W.W.Sm. & Small: Sie ist im südwestlichen China und nordöstlichen Indien verbreitet.[9]

## Nutzung
Am bekanntesten als Gemüse sind die Artischocken, ein seltenes Gemüse besonders in der asiatischen Küche ist die Große Klette (Arctium lappa). Bekannt ist das Öl der Färberdistel oder Saflordistel (Carthamus tinctorius L.). Als Zierpflanzen werden einige Arten und Sorten der Flockenblumen verwendet. Einige Arten werden als Heilpflanzen verwendet.